# Cratere Antenor
Antenor è un cratere sulla superficie di Dione.